# Paul S. Martin (Paläontologe)

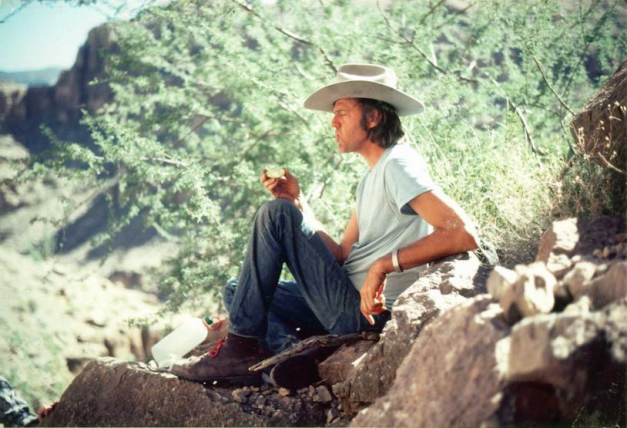
Paul S. Martin, etwa 1975

Paul Schultz Martin (* 22. August 1928 in Allentown, Pennsylvania; † 13. September 2010) war ein US-amerikanischer Paläontologe.

## Leben
Paul S. Martin studierte Zoologie an der Cornell University und an der University of Michigan, wo er 1956 promovierte. Seit 1957 war er an der University of Arizona tätig, seit 1968 als Professor; 1989 wurde er emeritiert.
Bekannt wurde er durch seine in den 1960er Jahren entwickelte Theorie, wonach die Quartäre Aussterbewelle (das vor etwa 50.000 Jahren begonnene weltweite Aussterben zahlreicher großer Tierarten) auf die zeitgleiche weltweite Ausbreitung des Menschen zurückzuführen sei, der diese Tiere durch Jagd ausgerottet habe. Diese „Overkill-Hypothese“ ist jedoch bis heute umstritten.

## Schriften
- mit H. E. Wright (Hrsg.): Pleistocene extinctions; the search for a cause. 1967 (darin auf S. 75–120 sein Beitrag Prehistoric overkill)
- (Hrsg.): Quaternary extinctions. A prehistoric revolution. 1984, 2. Auflage 1989, ISBN 0-8165-1100-4.
- Twilight of the mammoths. Ice age extinctions and the rewilding of America. 2005, ISBN 0-520-23141-4.